# Czerwiec 2003

## 1 czerwca2003
- Donald Tusk został wybrany przewodniczącym Platformy Obywatelskiej.

## 2 czerwca2003
- Prokuratura zakończyła śledztwo w sprawie Lwa Rywina i postawiła mu zarzut płatnej protekcji.

## 5 czerwca2003
- Krajowa Rada Radiofonii i Telewizji wybrała członków rad nadzorczych Telewizji Polskiej i Polskiego Radia.
- Jan Paweł II rozpoczął podróż zagraniczną do Chorwacji.

## 7 czerwca2003
- Rozpoczęło się referendum unijne.

## 8 czerwca2003
- Zakończyło się referendum unijne. Wyniki: frekwencja – 58,85%, za przystąpieniem – 77,45% głosujących, przeciw – 22,55%.

## 11 czerwca2003
- Wicepremier i minister finansów Grzegorz Kołodko podał się do dymisji. Zastąpił go Andrzej Raczko.

## 13 czerwca2003
- Sejm przyjął wniosek o wotum zaufania dla rządu Leszka Millera.

## 15 czerwca2003
- Drużyna koszykarska Anwilu Włocławek zdobyła Mistrzostwo Polski w sezonie 2002/2003, pokonując w finale Prokom Trefl Sopot w stosunku 4-2. Jest to pierwszy tytuł mistrzowski dla drużyny z Kujaw.

## 16 czerwca2003
- Premier Leszek Miller ponownie stanął przed komisją śledczą.

## 17 czerwca2003
- Dyrektor Poznańskiego Chóru Chłopięcego „Polskie Słowiki” Wojciech Krolopp został zatrzymany pod zarzutem poddawania osób małoletnich innym czynnościom seksualnym. Niecałe dwa lata później skazany na 6 lat pozbawienia wolności.

## 21 czerwca2003
Niemiecki duet Modern Talking oficjalnie zakończył działalność dając pożegnalny koncert w stolicy Niemiec – Berlinie.

## 25 czerwca2003
- Holenderskie feministki z organizacji „Kobiety na falach” wpłynęły bez zezwolenia statkiem aborcyjnym „Langenort” do portu we Władysławowie.

## 26 czerwca2003
- Jan Rokita został wybrany na przewodniczącego klubu parlamentarnego Platformy Obywatelskiej.
- Do dymisji podał się Adam Tański, minister rolnictwa i rozwoju wsi.

## 29 czerwca2003
- II Kongres SLD ponownie wybrał na szefa partii Leszka Millera.